# Oskar Karl Teuber

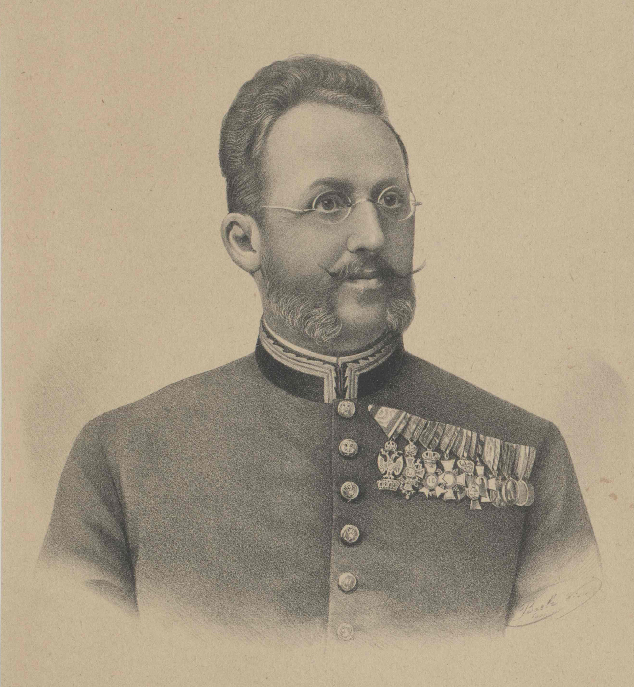
Oskar Karl Teuber

Oskar Karl Teuber, auch: Oskar Teuber und Oscar Teuber (* 11. Dezember 1852 in Weckersdorf, Bezirk Braunau, Böhmen; † 16. Juni 1901 in Wien) war ein österreichischer Theaterhistoriker, Journalist und Schriftsteller.

## Leben
Oskar Karl Teuber wurde am 11. Dezember 1852 als Sohn des Gutsbesitzers Wilhelm Teuber und seiner Ehefrau Malwine Teuber (geborene Dousa-Sperrling) geboren. 1863 bis 1868 besuchte er das Gymnasium des Stifts Braunau in Braunau und das Piaristengymnasium in Prag. Von 1868 bis 1870 besuchte er das Kadetteninstitut in Eisenstadt und St. Pölten. Hernach begann er eine Offiziersausbildung an der Theresianischen Militärakademie in Wiener Neustadt, die er 1873 jedoch aus Gesundheitsgründen abbrechen musste.
Sodann wurde er zunächst bei der in Graz erscheinenden „Tagespost“ und hernach bei der Grazer Zeitung Theaterreferent und Feuilletonist, später auch politischer Berichterstatter. Ab 1875 war er als Kunst- und Theaterreferent bei der in Prag erscheinenden Zeitung Bohemia tätig. Dort veröffentlichte er humoristische Skizzen aus seiner Militärzeit, die ab 1881 gesammelt in Buchform erscheinend und mehrfach aufgelegt seine Popularität besonders in der österreichischen Armee begründeten. Infolge einer Fülle von darin tradierten Details erlangte das Buch kulturhistorischen Quellenwert. In seinen zahlreichen, zumeist glorifizierenden Publikationen zur Geschichte der österreichischen Armee propagierte er deren bestimmende Rolle für die Einheit der Monarchie. 1895 veröffentlichte er das illustrierte Prachtwerk „Die österreichische Armee von 1700 bis 1867“ (Reprint 1971), 1896 erschien das Werk „Historische Legionen Habsburgs“.
Ab 1883 war Teuber als politischer Redakteur bei dem in Wien erscheinenden Fremden-Blatt tätig, wo er als Leitartikler, Feuilleton-, Kunst- und Militärredakteur und schließlich als stellvertretender Chefredakteur eine reiche publizistische Tätigkeit entfaltete. Während seiner Zeit beim Fremden-Blatt erschienen Teubers Schriften über das Mönchs- und Klosterwesen, die – ebenso wie seine der militärischen Thematik gewidmeten Arbeiten – eine volksbildnerische Intention erkennen lassen.
Im September 1900 wurde Teuber Chefredakteur der kaiserlichen Wiener Zeitung. In dieser Funktion gelang es ihm, deren Redaktionsbetrieb zu modernisieren und die rechtliche Stellung der Redaktionsmitglieder durch deren Übernahme in den Staatsdienst zu verbessern. Allerdings litt das bis dahin erreichte hohe, modernen Strömungen gegenüber aufgeschlossene literarische Niveau des Blattes deutlich unter seinen Anschauungen. Er verstarb am 16. Juni 1901 in Wien und wurde auf dem Dornbacher Friedhof bestattet.
Besondere Verdienste erwarb sich Teuber, der 1896 zum Regierungsrat ernannt worden war, als Theaterhistoriker. Er war Mitglied mehrerer wissenschaftlicher Vereine und Träger von zahlreichen in- und ausländischen Orden und Auszeichnungen.

## Auszeichnungen und Ehrungen (Auswahl)
- Ritter des österreichischen Franz Joseph-Ordens (1892)[1][3]
- Ritter des Ordens der Eisernen Krone III. Klasse (1898)[1][3]
- Ritter des königlich bayerischen Michaels-Ordens[3]
- Comthur des königlich würtembergischen Friedrich Ordens[3]
- Päpstliches Ehrenzeichen pro ecclesia et pontifice[3]
- Königlich bayerische Ludwigs-Medaille[3]

## Schriften (Auswahl)
- Geschichte des Prager Theaters. Von den Anfängen des Schauspielwesens bis auf die neueste Zeit. Erster Theil: Von den Keimen des Theaterwesens in Prag bis zur Gründung des gräfl. Nostitz'schen Theaters, des späteren deutschen Landestheaters. Hofdruckerei A. Haase, Prag 1883 (eingeschränkte Vorschau in der Google-Buchsuche [abgerufen am 12. Juni 2023]).
- Geschichte des Prager Theaters. Von den Anfängen des Schauspielwesens bis auf die neueste Zeit. Zweiter Theil: Von der Brunian-Bergopzoom'schen Bühnen-Reform bis zum Tode Liebich's, des größten Prager Bühnenleiters. (1771–1817). Hofdruckerei A. Haase, Prag 1885 (eingeschränkte Vorschau in der Google-Buchsuche [abgerufen am 12. Juni 2023]).
- Geschichte des Prager Theaters. Von den Anfängen des Schauspielwesens bis auf die neueste Zeit. Dritter Theil: Vom Tode Liebich's, des größten Prager Bühnenleiters, bis auf unsere Tage (1817–1887). Hofdruckerei A. Haase, Prag 1888 (eingeschränkte Vorschau in der Google-Buchsuche [abgerufen am 12. Juni 2023]).
- Im Kreuzgang. Skizzen und Geschichten aus der Klosterwelt. E. Pierson's Verlag, Leipzig 1892.
- Auf Oesterreich-Ungarns Ruhmesbahn. Blätter aus dem Ehrenkranze des k.u.k. Heeres. Seidel, Wien 1893.
- Die Oesterreichische Armee 1700–1867. Emil Berté & Cie. und S. Czeiger, Wien 1895.
- Historische Legionen Habsburgs. Wien und Prag 1896.